# Grand Prix d'Isbergues 1987
Il Grand Prix d'Isbergues 1987, quarantunesima edizione della corsa, si svolse il 20 settembre 1987 su un percorso di 215 km, con partenza e arrivo a Isbergues. Fu vinto dall'australiano Allan Peiper della Panasonic davanti al francese Gérard Rué e all'italiano Walter Dalgal.

## Ordine d'arrivo (Top 10)
| Pos. | Corridore           | Squadra                          | Tempo    |
| ---- | ------------------- | -------------------------------- | -------- |
| 1    | Allan Peiper        | Panasonic                        | 5h11'42" |
| 2    | Gérard Rué          | Système U                        |          |
| 3    | Walter Dalgal       | Sigma                            |          |
| 4    | Jean-Luc Peillon    | R.M.O.-Meral-Mavic               |          |
| 5    | Jean-Claude Colotti | R.M.O.-Meral-Mavic               |          |
| 6    | Patrick Verplancke  | AD Renting-Fangio-IOC-MBK-Mayer  |          |
| 7    | Theo De Rooy        | Panasonic-Merckx-Agu             |          |
| 8    | Jacques Hanegraaf   | Superconfex-Kwantum-Yoko-Colnago |          |
| 9    | Vincent Lavenu      | R.M.O.-Meral-Mavic               |          |
| 10   | Philippe Leleu      | Toshiba-Look                     |          |